# Nuku Hiva
Nuku Hiva (Nuka Hiva, dawniej Île Marchand) – wyspa wulkaniczna w archipelagu Markizów na obszarze Polinezji Francuskiej, położona 1500 km na północny wschód od Tahiti. Jest największą wyspą archipelagu i głównym ośrodkiem gminy Nuku Hiva.

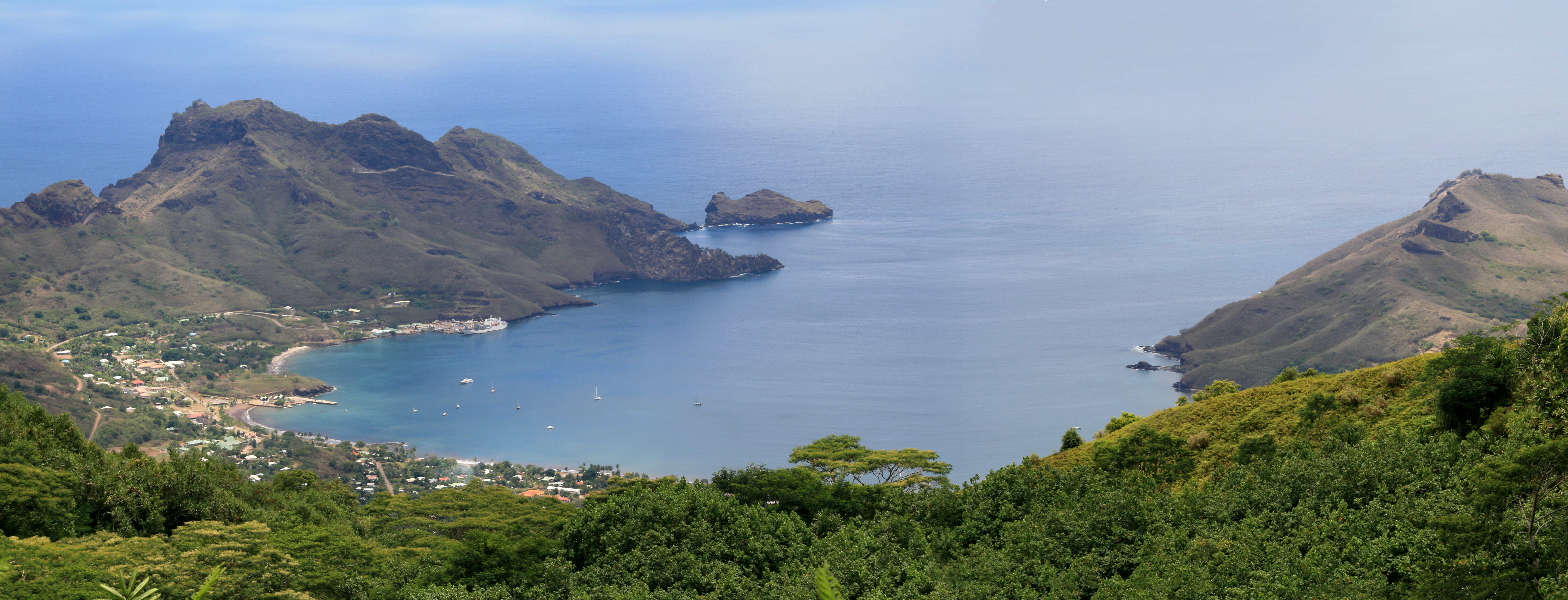
Miasto Taiohae

Powierzchnia Nuku Hiva wynosi 387 km². Linia brzegowa, zwłaszcza w północno-wschodniej części wyspy, jest bardzo urozmaicona (liczne zatoki, półwyspy). Centralną część Nuku Hiva stanowi trawiasty płaskowyż Tōviʻi.
Główna miejscowością wyspy jest Taiohae (1 927 mieszkańców).
Najwyższe wzniesienie to szczyt Tekao o wysokości 1224 m n.p.m.